# Refrancore
Refrancore (Ël Francó o Arfrancor in piemontese) è un comune italiano di 1 549 abitanti della provincia di Asti, posto a 13 km dal capoluogo provinciale, in direzione est, nel Basso Monferrato.
È un paese ad economia agricola, in prevalenza vitivinicola.

## Storia
Il toponimo Refrancore secondo alcuni storici prende il nome dall'antico rivus francorum (fiume dei franchi), ora rio Gaminella, che percorrendo le colline del Basso Monferrato scende verso il fiume Tanaro.
A tredici chilometri da Asti, quasi al confine con la provincia di Alessandria, Refrancore si stende su una collina di arenaria.
Il nucleo più antico del borgo, attorno all'antica parrocchiale di San Martino, scende lungo le pendici del poggio e si raccorda al paese moderno che si estende lungo le tre strade che conducono ad Asti, Alessandria e Casale Monferrato.
Fin dall'epoca romana nella zona doveva essere presente un qualche insediamento, forse una masseria o poco più, che ha lasciato ampie tracce anche di notevole valore, come è provato da alcuni ritrovamenti effettuati da contadini durante i lavori agricoli. Nel 1874, inoltre, fu riportata alla luce una tomba ad incinerazione e del suo corredo, oltre ad un unguentario, faceva parte anche una preziosa e raffinata coppa di vetro soffiato verdemare decorata con tralci d'edera e recante l'iscrizione in greco: "Ennione fece. Il compratore ricordi!".
Un pezzo di grande interesse, datato alla seconda metà del I secolo d.C., che può testimoniare di un insediamento non modesto e che ora è conservato al Museo del Louvre di Parigi.
Secondo il racconto di Paolo Diacono, intorno al 663 infuriò una violenta battaglia tra Franchi e Longobardi dove i primi ebbero la peggio tanto da colmare con il proprio sangue il torrente, che da allora venne appellato rivus ex sanguine francorum e che prestò il nome di Rivus Francorum al piccolo borgo sorto nelle vicinanze. 

Il primo documento certo dell'esistenza di un piccolo borgo fortificato chiamato Rivo franchoris, pertinenza del potente feudo imperiale di Annone, risale al dicembre 1197 quando il podestà di Asti Alberto de Fontana decretò il possesso inalienabile da parte del Comune di Asti del "castello di Annone col borgo e il villaggio, con Refrancore, con Cerro e con Foresto..."; pochi giorni dopo Asti investì Enrico di Quattordio di tali possedimenti.
È solamente a partire dal XIV secolo che Refrancore compare nei documenti ufficiali come entità autonoma e svincolata da Annone, e nel maggio 1355 l'imperatore Carlo IV di Boemia, nominando suo vicario imperiale il Marchese Giovanni di Monferrato, concede a questi numerose investiture tra le quali il feudo di Rivus franchorium.
L'incisione che illustra il testo del Codex Astensis, databile a quell'epoca, mostra un piccolo castello quadrangolare difeso da alte mura merlate e da due torri, una quadrata e l'altra circolare: un piccolo nucleo forte che, con molta probabilità, occupava l'area del futuro ricetto, ancora oggi ben conservato.
Le vicende del feudo seguirono quelle del Marchesato di Monferrato e Refrancore fu concesso dai marchesi a diversi feudatari, tra i quali si evidenziano Bernardo Valperga di Mazzè, Mercurino Arborio di Gattinara e Costantino e Aranito Comneno principi di Macedonia.
Nel 1547 Aranito Comneno vendette Refrancore al nipote Leonardo di Tocco, principe di Acaja e di Montemiletto, discendente di un'illustre stirpe longobarda del beneventano, imparentata, come si è accennato, con i principi di Macedonia e, dal XVIII secolo, con la casa reale di Scozia, gli Stuart; una famiglia importante e molto potente, che resse il feudo fino al 1829 ma che però, risiedendo a Napoli, ebbe pochi motivi di interesse per il piccolo paese monferrino, lasciato alle cure di avidi procuratori locali.
È anche per questo stato di cose che il nuovo castello, eretto sulla sommità della collina intorno al XV secolo, avrà un'esistenza assai travagliata finché nel 1635, assediato ed espugnato dai Francesi, sarà ridotto in rovina e mai più restaurato nei secoli a venire; oggi nulla è più visibile di questo castello e il suo sito è occupato da un prato cinto da un bosco di robinie.
Fin dalla metà del XV secolo i documenti associano al nome di Refrancore la presenza di "castro, loco, et villa", cioè di castello, borgo e paese, ed è ancora oggi possibile distinguere queste tre entità nella parte più antica e suggestiva del centro edificato.
Per raggiungere la sommità del borgo, dalla piazza IV Novembre, ingentilita dal bel campanile barocco di S. Sebastiano (primi anni del Settecento), si attraversa l'antico paese delimitato dalle attuali via Roma, via Cavour e via regina Margherita, immerse in una pacata tranquillità scossa solamente il Venerdì mattina dalla presenza del vivace mercato settimanale.
Salendo per il pendio le case si diradano e lo spazio si allarga in cortili e boschetti fino a fiancheggiare, se si segue la via Regina Margherita, l'alto muraglione che regge le rovine coperte di edera dell'antico oratorio dell'Annunziata, già esistente nel Cinquecento e riedificato intorno al 1660 dalla Confraternita dei Disciplinati.
Giunti alla sommità della strada si trova la chiesa di S. Martino, antica parrocchiale ora in attesa di un necessario restauro. Il suo interno, non visitabile per le precarie condizioni statiche, conserva delle semplici ma raffinate decorazioni barocche e due pregevoli altari in stucco, opera di Francesco Solaro e risalenti al 1760.
Tutta l'area raccolta intorno alla piazzetta della chiesa è l'antico borgo, ora identificato come un ricetto; cioè un piccolo nucleo fortificato con il quale i refrancoresi potevano proteggere se stessi, il bestiame e le provviste nel caso di attacchi o di scorrerie di predoni.
Nel 1456 Guglielmo di Monferrato stipulò un capitolo con il quale concesse agli "homini de Rifrancor" le case all'interno del ricetto e altri terreni al di fuori della villa; a quei tempi doveva già essere stato eretto, a pochi passi dal ricetto, il nuovo castello, ora scomparso.
Tre dei quattro lati del borgo fortificato sono ancora oggi ben conservati e visibili negli edifici che cingono la piazza dell'antica parrocchiale e proseguono verso Ovest (le ripide pareti a scarpa in laterizio si possono osservare in tutto il loro fascino dalla strada per Castagnole Monferrato, nei pressi dell'antico mulino che oggi ospita un ristorante).
La chiesa stessa fu edificata, a partire dal 1569, sulle strutture di un preesistente edificio del ricetto di cui si conservarono le pareti laterali e la scarpata difensiva prospiciente l'odierna via Cavour; il tozzo campanile, interamente realizzato di mattoni, è forse da identificarsi con la torre-porta del ricetto e al suo interno, comunicante con la chiesa, presenta una bella volta a crociera che nasce da quattro testine lapidee di chiara derivazione romanica.
A tre chilometri dal paese, lungo la strada per Asti è situata una piccola chiesetta romanica seminascosta tra le case della frazione Maddalena. Qui sorse, dall'XI secolo, una delle pertinenze del potente centro di Annone, un piccolo centro rurale chiamato Foresto e organizzato intorno alla parrocchia di Santa Maria Maddalena.
Questo edificio, nei secoli molto rimaneggiato, è posto alla sommità di un basso colle coltivato a vigneti; da qui, la vista si perde nei saliscendi del fertile paesaggio monferrino.
Nel 1874 vennero alla luce resti di una tomba; al suo interno un unguentario ed una coppa di vetro pregevolmente decorata con tralci d'edera e recante l'iscrizione in greco: "Ennione fece. Il compratore ricordi!", databile alla seconda metà del I secolo, conservata al museo del Louvre di Parigi.

### Simboli
Lo stemma del Comune di Refrancore è stato concesso con decreto del presidente della Repubblica dell'11 agosto 1968.

## Società

### Evoluzione demografica
Abitanti censiti

### Etnie e minoranze straniere
Secondo i dati ISTAT al 1º gennaio 2013 la popolazione straniera residente era di 113 persone e rappresentano il 6.9% dell'intera popolazione residente.
Le nazionalità maggiormente rappresentate in base alla loro percentuale sul totale della popolazione straniera residente erano:
- Romania 40 35.4%
- Albania 39 34.5%
- Repubblica di Macedonia 4 5.56%
- Ucraina 4 5.56%
- Perù 3 2.65%
- Nigeria 3 2.65%
- Germania 2 1.77%
- Stati Uniti 2 1.77%
- El Salvador 2 1.77%
- Grecia 1 0.88%
- Belgio 1 0.88%
- Rep. Ceca 1 0.88%
- Moldavia 1 0.88%
- Francia 1 0.88%
- Slovenia 1 0.88%
- Russia 1 0.88%
- Regno Unito 1 0.88%
- Svizzera 1 0.88%
- Bosnia ed Erzegovina 1 0.88%
- Senegal 1 0.88%
- Tunisia 1 0.88%
- Costa d'Avorio 1 0.88%
- Brasile 1 0.88%

## Cultura

### Cucina
Un prodotto tipico per cui il paese è noto è il "finocchino", biscotto aromatizzato con semi di finocchio.

### Eventi
- Festa di Pentecoste
- Festa d'autunno (prima domenica di ottobre)
- Festa del finocchino

## Economia

### Agricoltura
Refrancore è luogo di produzione vinicola, in particolare di grignolino e barbera. Inoltre, come tutto il Monferrato è un importante centro per la produzione frutticola (pesche).

## Infrastrutture e trasporti
Tra il 1900 e il 1935 Refrancore fu servito dalla tranvia Asti-Montemagno-Altavilla.

## Amministrazione
Di seguito è presentata una tabella relativa alle amministrazioni che si sono succedute in questo comune.
| Periodo        | Periodo        | Primo cittadino   | Partito                                                        | Carica  | Note  |
| -------------- | -------------- | ----------------- | -------------------------------------------------------------- | ------- | ----- |
| 10 luglio 1985 | 26 maggio 1990 | Italo Mussio      | Partito Comunista Italiano                                     | Sindaco | [ 6 ] |
| 26 maggio 1990 | 5 luglio 1991  | Italo Mussio      | Partito Democratico della Sinistra, Partito Comunista Italiano | Sindaco | [ 6 ] |
| 5 luglio 1991  | 24 aprile 1995 | Franco Deambrogio | Partito Democratico della Sinistra                             | Sindaco | [ 6 ] |
| 24 aprile 1995 | 14 giugno 1999 | Bruno Ghidella    | sinistra                                                       | Sindaco | [ 6 ] |
| 14 giugno 1999 | 14 giugno 2004 | Bruno Ghidella    | lista civica                                                   | Sindaco | [ 6 ] |
| 14 giugno 2004 | 8 giugno 2009  | Italo Mussio      | lista civica                                                   | Sindaco | [ 6 ] |
| 8 giugno 2009  | 26 maggio 2014 | Mario Mortara     | lista civica Insieme                                           | Sindaco | [ 6 ] |
| 26 maggio 2014 | 27 maggio 2019 | Mario Mortara     | lista civica Insieme                                           | Sindaco | [ 6 ] |
| 27 maggio 2019 | in carica      | Roberta Volpato   | lista civica Insieme                                           | Sindaco | [ 6 ] |